# エンプティー・ブルー
『エンプティー・ブルー』は、2009年の日本映画。

## 概要
帆根川廣の初の長編監督作品。主要スタッフはわずか3名の少数であり、製作には5年かかった。スタッフの出身地である群馬県で撮影された。

## あらすじ
工場で孤独に働くタカシは、毎晩不思議な夢を見ていた。あるときから夢にひとりの少女が現れ、タカシは夢の世界に依存するようになってしまう。

## 出演
- 秦秀明 - 田嶋タカシ
- 長谷川葉生 - 夢の中の少女
- 今井雄一 - 清水
- 石守裕輔 - 石丸
- 古木峡也 - 太田
- 北爪啓思 - 沢田
- 小寺里佳 - タカシの妹
- 福岡志保美 - さくら
- 新井マユミ - タカシの母
- 須賀善規 - 幼少のタカシ
- 佐々木都子 - 黒服の女
- 立木睦己 - 社長

## スタッフ
- 監督/プロデューサー/原案/脚本/撮影/編集：帆根川廣
- エグゼクティブプロデューサー：武藤明
- 助監督：羽鳥高正
- 衣装/メイク：椿マナミ
- 主題歌：Raiji&Chips
- 劇中絵画：さいとうみさ
- 製作協力：プロスタッフコーポレーション、NPO法人パスの会
- 協力：DESAFIADORES
- 製作：スタジオステパノ
- 宣伝/配給：アステア

## 映画祭
- ドイツ・ハンブルク日本映画祭2009招待上映